# اپ اینونتور
اپ اینونتور (انگلیسی: MIT App Inventor) یک محیط توسعه یکپارچه برنامه وب است که در ابتدا توسط گوگل ارائه شده بود و اکنون توسط مؤسسه فناوری ماساچوست (MIT) نگهداری می‌شود. این به تازه واردان برنامه‌نویسی رایانه اجازه می‌دهد تا نرم‌افزارهای کاربردی (برنامه‌ها) را برای دو سیستم عامل (OS) ایجاد کنند: Android و iOS، که تا تاریخ ۲۰ ژانویه ۲۰۲۳، در حال آزمایش بتا نهایی است. این نرم‌افزار رایگان و منبع باز است که تحت مجوز دوگانه منتشر شده‌است: اجازه‌نامه کرییتیو کامنز و مجوز آپاچی برای کد منبع.
از یک رابط کاربری گرافیکی (GUI) بسیار شبیه به زبان‌های برنامه‌نویسی Scratch و StarLogo استفاده می‌کند که به کاربران اجازه می‌دهد اشیاء بصری را بکشند و رها کنند تا برنامه‌ای ایجاد کنند که می‌تواند بر روی دستگاه‌های Android و iOS آزمایش شود و برای اجرا به عنوان یک برنامه اندروید ساخته شود. این برنامه از یک برنامه همراه همراه استفاده می‌کند که امکان آزمایش و اشکال زدایی زنده را می‌دهد. در ایجاد App Inventor، گوگل از تحقیقات قبلی قابل توجهی در زمینه محاسبات آموزشی و کارهای انجام شده در Google در محیط‌های توسعه آنلاین استفاده کرد.
App Inventor و پروژه‌های دیگر مبتنی بر تئوری‌های یادگیری عملی هستند که بر این نکته تأکید دارند که برنامه‌نویسی می‌تواند وسیله‌ای برای درگیر کردن ایده‌های قدرتمند از طریق یادگیری فعال باشد. به این ترتیب، این بخشی از یک جنبش مداوم در کامپیوتر و آموزش است که با کار سیمور پیپرت و گروه آرم MIT در دهه ۱۹۶۰ آغاز شد و همچنین با کار میچل رزنیک روی طوفان‌های ذهنی لگو و StarLogo خود را نشان داد.
App Inventor همچنین از استفاده از داده‌های ابری از طریق مؤلفه CloudDB خود پشتیبانی می‌کند.

## تاریخچه
این برنامه از طریق درخواست در ۱۲ ژوئیه ۲۰۱۰ در دسترس قرار گرفت و در ۱۵ دسامبر ۲۰۱۰ به صورت عمومی منتشر شد. تیم App Inventor توسط هال آبلسون و مارک فریدمن رهبری می‌شد. در نیمه دوم سال ۲۰۱۱، گوگل کد منبع را منتشر کرد، سرور خود را خاتمه داد، و بودجه ای را برای ایجاد مرکز آموزش موبایلی MIT، به رهبری هال آبلسون، خالق App Inventor و اریک کلوپفر و میچل رسنیک، استادان MIT فراهم کرد. نسخه MIT در مارس ۲۰۱۲ راه اندازی شد
در ۶ دسامبر ۲۰۱۳ (شروع ساعت کد)، MIT App Inventor 2 را منتشر کرد و نام نسخه اصلی را به "App Inventor Classic" تغییر داد تفاوت‌های عمده عبارتند از:
ویرایشگر بلوک‌ها در نسخه اصلی با استفاده از کتابخانه Open Blocks Java برای ایجاد زبان‌های برنامه‌نویسی بلوک‌های بصری و برنامه‌نویسی در یک فرایند جاوا جداگانه اجرا شد.
Open Blocks توسط برنامه آموزش معلمان Scheller MIT (STEP) توزیع شده‌است و از تحقیق پایان‌نامه کارشناسی ارشد توسط Ricarose Roque مشتق شده‌است. پروفسور اریک کلوپفر و دانیل وندل از برنامه شلر از توزیع بلوک‌های باز تحت مجوز MIT حمایت کردند. برنامه‌نویسی بصری Open Blocks ارتباط نزدیکی با StarLogo TNG، پروژه STEP، و Scratch، پروژه ای از گروه مهدکودک مادام العمر آزمایشگاه رسانه MIT به رهبری میچل رسنیک دارد. App Inventor 2 جایگزین Open Blocks با Blockly شد، یک ویرایشگر بلوک‌ها که در یک مرورگر وب اجرا می‌شود.
رنامه MIT AI2 Companion اشکال زدایی بلادرنگ را در دستگاه‌های متصل از طریق Wi-Fi یا گذرگاه سریال جهانی (USB) امکان‌پذیر می‌کند. علاوه بر این، کاربر می‌تواند از شبیه‌ساز «روی رایانه» در دسترس برای مایکروسافت ویندوز، مک‌اواس و لینوکس استفاده کند.

## محصولات فرعی
در ژوئن ۲۰۱۸، یک نسخه پخته شده از App Inventor 2 به نام Kodular راه اندازی شد. این به عنوان یک نسخه «بهبود» و مدرن تر App Inventor 2 تبلیغ می‌شود